# Glochidion jarawae
Glochidion jarawae är en emblikaväxtart som beskrevs av Tapas Chakrabarty och Nambiyath Puthansurayil Balakrishnan. Glochidion jarawae ingår i släktet Glochidion och familjen emblikaväxter. Inga underarter finns listade i Catalogue of Life.